# 7673 Inohara
7673 Inohara (1995 UY3) là một tiểu hành tinh vành đai chính được phát hiện ngày 20 tháng 10 năm 1995 bởi T. Kobayashi ở Oizumi.